# Jan Englert

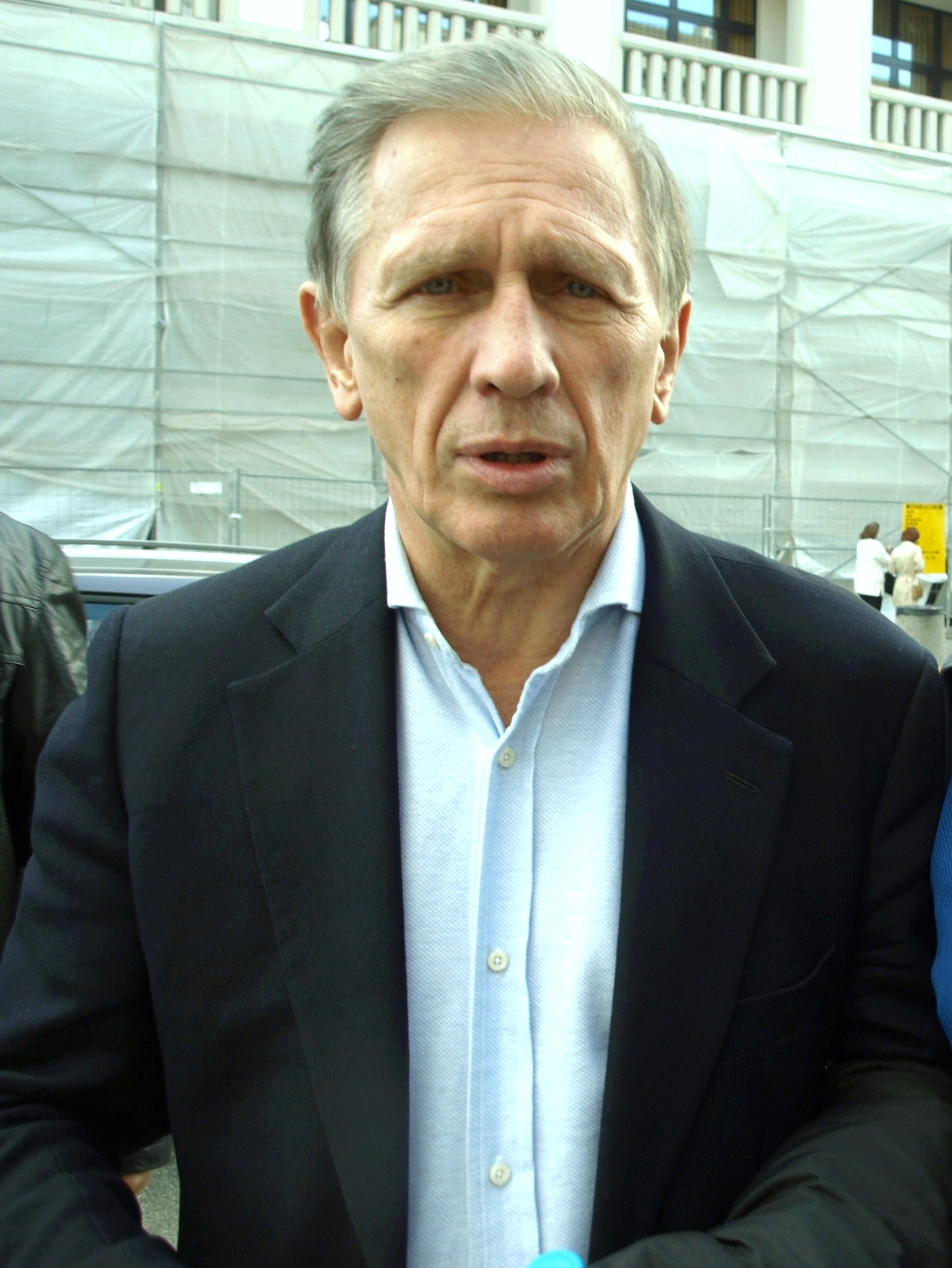
Jan Englert vào năm 2015

Jan Englert (tên đầy đủ: Jan Aleksander Englert, sinh ngày 11 tháng 5 năm 1943 tại Warsaw) là một diễn viên và đạo diễn sân khấu người Ba Lan. Từ năm 2003, ông giữ chức vụ Giám đốc Nghệ thuật của Nhà hát Quốc gia ở Warsaw.

## Sự nghiệp
Jan Englert tốt nghiệp Học viện Nghệ thuật Sân khấu Quốc gia Aleksander Zelwerowicz ở Warsaw (PWST) vào năm 1964. Ông diễn xuất trên sân khấu tại nhiều nhà hát ở Warsaw như: Nhà hát Ba Lan (1964-1969 và 1981-1994), Nhà hát Współczesny (1969–1981), Nhà hát Quốc gia (từ năm 1997). Ngoài sự nghiệp diễn xuất trên sân khấu, ông còn được khán giả biết đến với sự góp mặt trong hơn 60 bộ phim kể từ năm 1957. Năm 2005, Jan Englert được Bộ Văn hóa và Di sản Quốc gia (Ba Lan) trao tặng Huy chương vàng Huy chương Công trạng về văn hóa - Gloria Artis vì những cống hiến lớn lao cho văn hóa và nghệ thuật của đất nước Ba Lan.

## Thành tích nghệ thuật
Dưới đây liệt kê các bộ phim điện ảnh và phim truyền hình có sự góp mặt của Jan Englert:
- 1956: Kanał
- 1965: Podziemny front
- 1967: Cyrograf dojrzałości _ Wiktor Lewicki
- 1968: Stawka większa niż życie
- 1969: Wyzwolenie
- 1969: Sól ziemi czarnej _ Erwin Maliniok
- 1970: Epilog norymberski
- 1970: Kolumbowie
- 1971: Perła w koronie _ Erwin Maliniok
- 1972: Poślizg _ Marek
- 1973: Nagrody i odznaczenia
- 1974: Dwoje bliskich obcych ludzi
- 1974: S.O.S.
- 1975: Doktor Judym _ Tomasz Judym
- 1975: Dusze stracone_Ricardo Heredia
- 1975: Noce i Dnie _ Marcin Śniadowski
- 1976: Polskie drogi _ Jerzy
- 1977: Akcja pod Arsenałem _ Stanisław Broniewski
- 1977: Lalka _ Mraczewski
- 1978: Rodzina Połanieckich
- 1979: Justyna
- 1980: Mniejsze niebo _ Weber
- 1980: Ukryty w słońcu_Janek
- 1980-2000: Dom
- 1981: Najdłuższa wojna nowoczesnej Europy
- 1981: Okno
- 1982: Bluszcz _ Andrzej
- 1983: Soból i panna _ Stanisław Pucewicz
- 1983: Stan wewnętrzny _ Jerzy
- 1984: 5 dni z życia emeryta _ Stanisław Bzowski
- 1986: Magnat
- 1986: Zmiennicy
- 1987: Rzeka kłamstwa _ January Strzembosz
- 1988: Piłkarski poker
- 1989: Modrzejewska _  Benda Feliks
- 1992: Wielka wsypa _ Jarek Bronko
- 1992: Białe małżeństwo _ Wincenty
- 1993: Komedia małżeńska _ Wiktor Kozłowski
- 1994: Dama kameliowa _ Aleksander Dumas
- 1994: Szczur
- 1995: Matki, żony i kochanki _ Jerzy Lipert
- 1995: Pestka
- 1996: Ekstradycja 2
- 1996: Wirus
- 1997: Kiler
- 1997: Sława i chwała _ Stanisław Huby
- 1998: Ekstradycja 3 _ Kowalski
- 1998: Siedlisko
- 1998: Złoto dezerterów
- 1999: Kiler-ów 2-óch
- 1999: Od czasu do czasu _ Julian
- 2000: Świąteczna przygoda
- 2001: Miasteczko
- 2001: Pieniądze to nie wszystko
- 2003: Superprodukcja
- 2003: Na dobre i na złe
- 2006: Bezmiar sprawiedliwości
- 2006: Bezmiar sprawiedliwości
- 2006: Oficerowie _ Zenon Kaliński
- 2006: Samotność w sieci
- 2007: Katyń
- 2008: Czas honoru
- 2008: Lejdis _ Jan Korbowicz
- 2008: Skorumpowani _ Witold Burzyński
- 2009: Popiełuszko. Wolność jest w nas
- 2009: Sprawiedliwi
- 2009: Tatarak
- 2010-2013: Tajemnica Westerplatte
- 2011: Układ warszawski
- 2012-2013: Przepis na życie _ Michał
- 2012: Warszawa _ Jerzy Słomkowski
- 2013: Ambassada _ Oskar
- 2014: Bogowie
- 2015: Droga do Rzymu _ lekarz
- 2015: Obce niebo
- 2015: Cesta do Říma (Droga do Rzymu)
- 2018: Diagnoza _ Oliwier Krynicki
- 2018: Młody Piłsudski